# Mydaea sexpunctata
Mydaea sexpunctata är en tvåvingeart som först beskrevs av Wulp 1883.  Mydaea sexpunctata ingår i släktet Mydaea och familjen husflugor. Inga underarter finns listade i Catalogue of Life.